# Lagnaträsket
Lagnaträsket är en sjö i Kalix kommun i Norrbotten och ingår i Töreälvens huvudavrinningsområde.